# La Acebeda
La Acebeda là một đô thị trong Cộng đồng Madrid, Tây Ban Nha. Đô thị La Acebeda có diện tích 22,06 km², dân số theo điều tra năm 2010 của Viện thống kê quốc gia Tây Ban Nha là người. Đô thị La Acebeda nằm ở khu vực có độ cao mét trên mực nước biển.